# NGC 4401
NGC 4401 (również MCG 6-27-53 lub ZWG 187.42) – najjaśniejszy obszar H II w galaktyce NGC 4395 znajdującej się w gwiazdozbiorze Psów Gończych. Odkrył go 2 stycznia 1786 roku William Herschel (niektóre źródła podają, że John Herschel 29 lipca 1827 roku). Inne jasne obszary w tej galaktyce noszą oznaczenia NGC 4399 i NGC 4400.

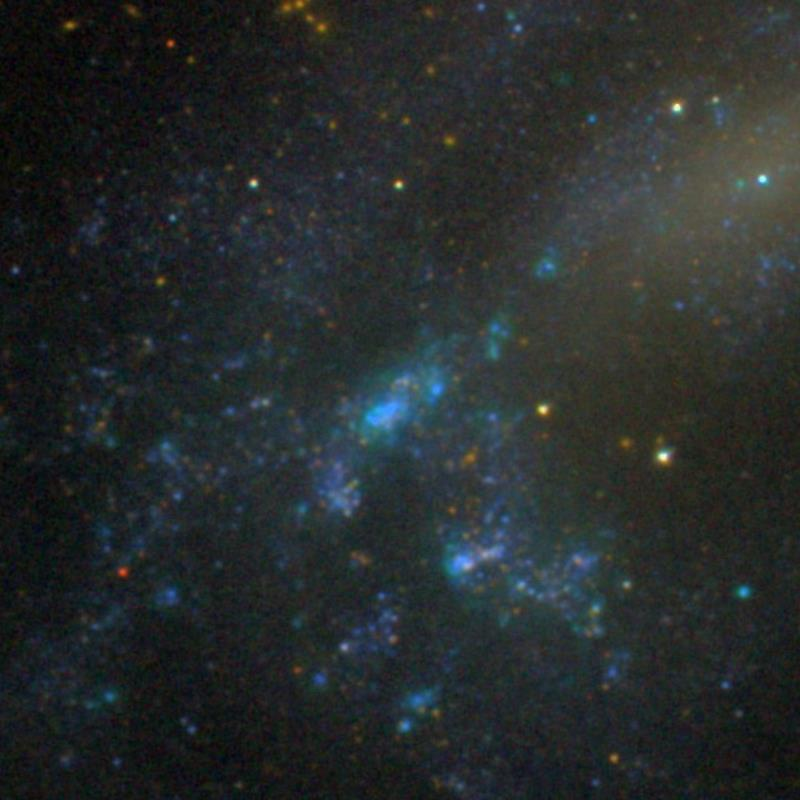
NGC 4401 na zbliżeniu (w centrum zdjęcia), poniżej obszar NGC 4400 (SDSS)